# Global Forecast System

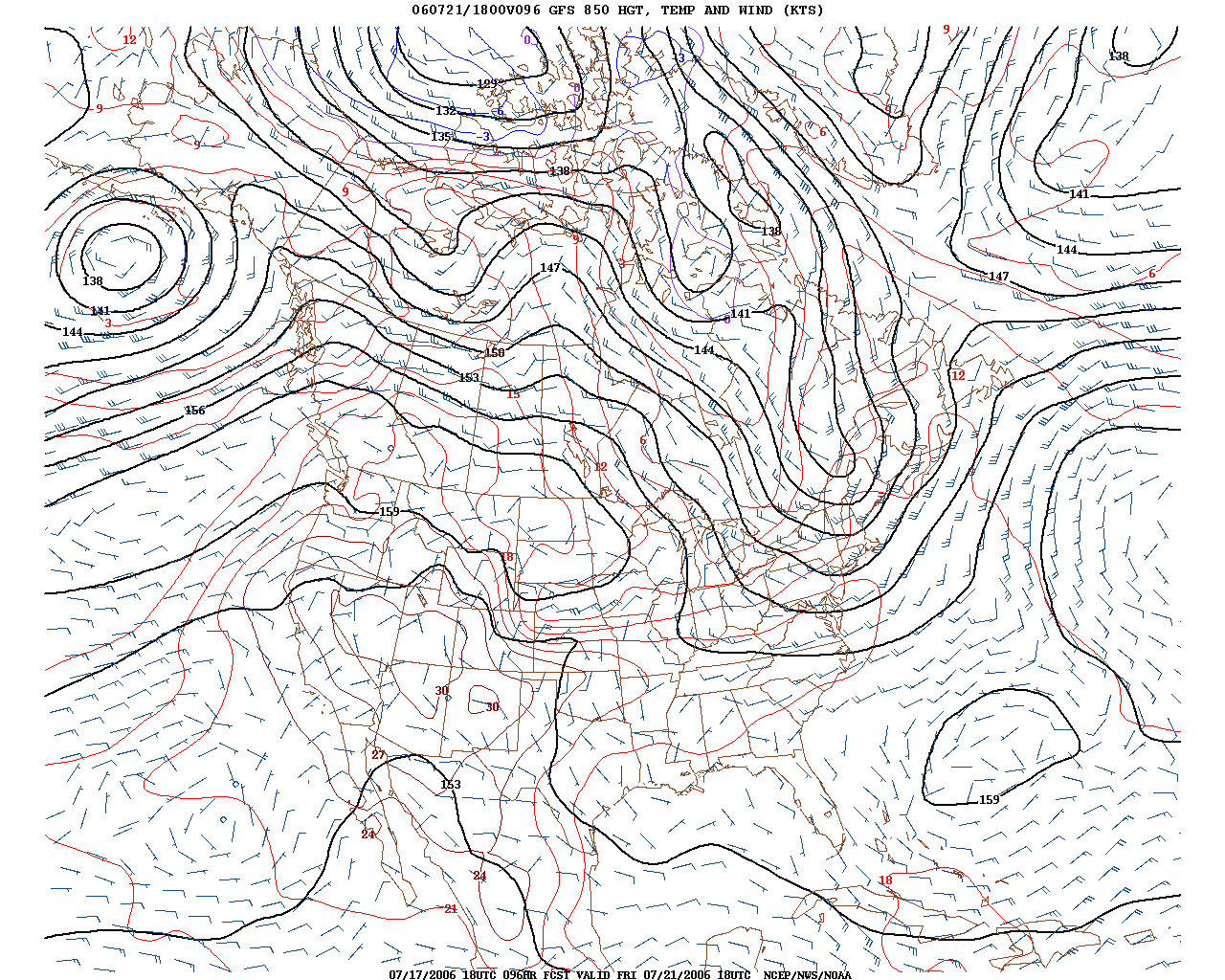
Ejemplo de un producto generado por el modelo GFS, en este caso una predicción de Norteamérica a 96 horas de la altura geopotencial a 850 mb y la temperatura.

El Global Forecast System, en castellano Sistema Global de Predicción, (más conocido por sus iniciales GFS) es un modelo numérico de predicción meteorológica creado y utilizado por la Administración Nacional Oceánica y Atmosférica estadounidense. Este modelo matemático se actualiza cuatro veces al día con predicciones que alcanzan los 16 días (384 horas), pero su resolución espacial y temporal decrece con el tiempo. Por lo general se acepta que las predicciones del GFS no ofrecen demasiada fiabilidad a más de 7 días vista, siendo mayoría los institutos y agencias de meteorología nacionales los que prescinden de los resultados ofrecidos por el GFS que vayan más allá de 10 días (principalmente debido a que no hay otros modelos a 16 días para comparar las predicciones). El GFS es, junto a los modelos Integrated Forecast System del Centro Europeo de Previsiones Meteorológicas a Plazo Medio, el Global Environmental Multiscale Model canadiense y el Navy's Operational Global Atmospheric Prediction System de la Armada de los Estados Unidos; uno de los cuatro modelos más utilizados para la predicción meteorológica a medio plazo y a escala sinóptica.
El modelo GFS ofrece dos tipos de modelizaciones (también conocidas como actualizaciones o simplemente "salidas"): la primera corresponde a predicciones de hasta 7 días (192 horas), la llamada "predicción a una semana", de mayor resolución y por lo tanto precisión; mientras que las salidas a 7-15 días (192-382 horas) ofrecen una resolución menor. La resolución del modelo varía: en la horizontal, la superficie terrestre está dividida en una malla que es de 35 o 70 kilómetros por celda; en la vertical la atmósfera está dividida en 64 capas y en la dimensión temporal, el GFS produce predicciones de 3 en 3 horas vista hasta las primeras 192 horas (H+3,6,9...192) y después con una resolución de 12 horas (H+204,216, 228...384). El GFS también se utiliza para generar modelos de predicción estadísticos (MOS), tanto a corto plazo (cada 3 horas hasta las 72 primeras horas) como a medio plazo (cada 12 horas hasta los 8 primeros días).
Además del modelo principal y de los modelos de predicción estadísticos, el GFS sirve además de modelo base para 20 modelos de predicción por conjuntos (o ensambles) que se ofrecen con la misma periodicidad que el GFS y a las mismas escalas espaciales. Se denominan al conjunto de estos productos como Global Ensemble Forecast System (GEFS) o Medium Range Forecast (MRF).
El GFS es el único de los modelos con cobertura global cuya producción de salidas de predicción están disponible gratuitamente y bajo dominio público a través de Internet. Igualmente el propio modelo está a disposición de empresas de meteorología como Weather Wunderground, AccuWeather, The Weather Channel o MeteoGroup; y también para agencias e institutos meteorológicos nacionales, como la Agencia Estatal de Meteorología española, para que puedan generar sus propios productos de predicción derivados.